# 斎藤秋圃
斎藤 秋圃（さいとう しゅうほ、安永元年（1772年）） - 安政6年10月16日（1859年11月10日））は、江戸時代後期から末期にかけて活躍した四条派の絵師。前名は葵双鳩、福岡藩の支藩・秋月藩の御用絵師。桑原鳳井、石丸春牛、村田東圃と共に筑前四大画家と呼ばれた。

## 略伝

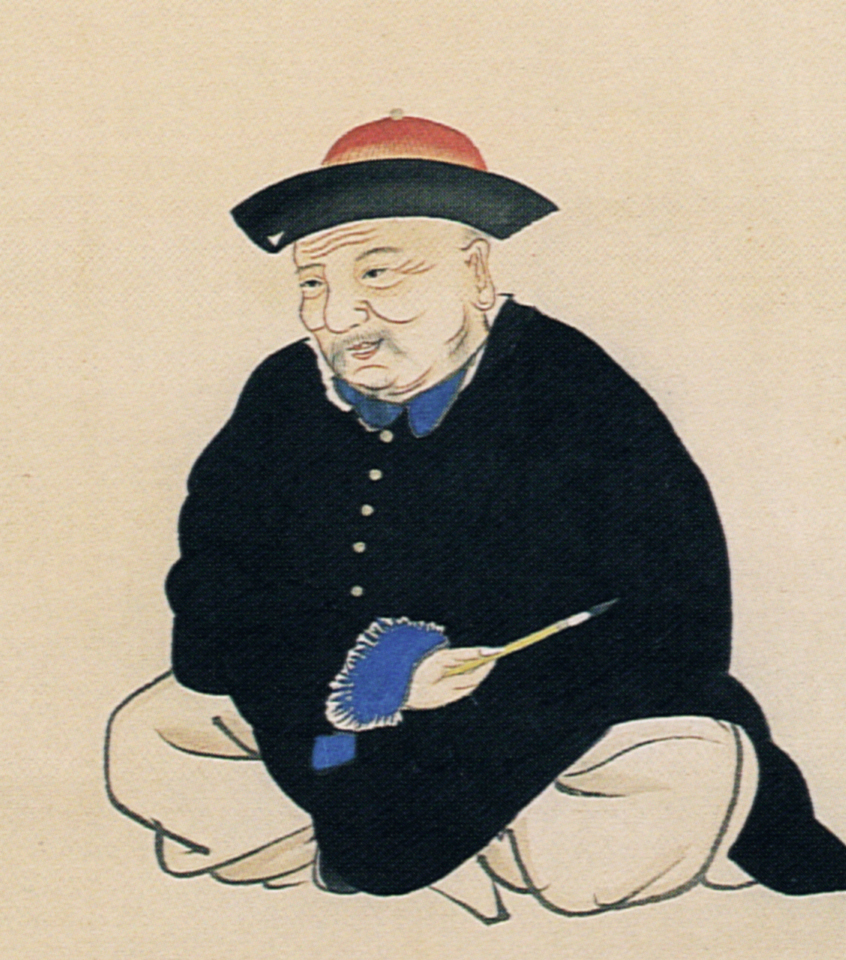
「江稼圃肖像（部分）」 江稼圃・江芸閣賛 長崎県立長崎図書館蔵 文化5年（1808年）

京都出身。姓ははじめ池上、葵。名は相行。通称は市太郎、惣右衛門。別号に葦行、双鳩など。斉藤家の言い伝えでは、秋圃は醍醐家の庶子で、南禅寺の文禮和尚に預けられ、のち池上相常の養子となったという。絵は円山応挙や江稼圃らに学んだという。享和2年（1802年）35歳ごろは、亦介（又輔）と称し、大坂新町で幇間を務めており、呉雀楼で滝沢馬琴と会っている。翌年『葵氏(きし)艶譜』を出版（3年後に『郭中艶譜』と改題され再出版）。葵姓は、母が葵殿と称したのが由来だという。
文化2年（1805年）秋月藩主黒田長舒に召さ出され、3人扶持12石で御組外絵家業を仰せつかる。文化10年（1812年）葵から斎藤に改姓。文政11年（1828年）隠居し、大宰府に居を移す。天保9年（1838年）長男が江戸で出奔、秋月藩でお家断絶する。安政6年（1859年）没、享年92。墓は光明寺。家業は次男が夭折していたため三男の斎藤梅圃が継いだが、梅圃の作品は殆ど残っていない。
福岡で活躍した仙厓義梵と交流が深く、一説に仙厓義梵の師とも言われる。謹直な画風から軽妙洒脱な絵まで多様な作品をこなしたが、動物画、特に鹿の絵を得意とした。ただし、晩年は乱作気味で質の良くない作品も混じる。弟子に吉嗣梅仙、萱島鶴栖など。福岡市博物館の2階展望ロビーの壁には、秋圃の「博多太宰府図屏風」が刻まれている。

## 作品
| 作品名                 | 技法         | 形状・員数 | 所有者                     | 年代               | 款記・印章                                | 備考 |
| ---------------------- | ------------ | ---------- | -------------------------- | ------------------ | ----------------------------------------- | --- |
| 江稼圃肖像             | 絹本著色     | 1幅        | 長崎県立長崎図書館         | 1808年（文化5年）  | 款記「葵衛寫」                            | 江稼圃・江芸閣賛 |
| 双鹿図                 | 絹本著色     | 1幅        | 福岡市博物館               | 1805年（文化3年）  |                                           | 亀井南冥賛 |
| 島原陣図屏風           | 紙本著色     | 六曲一隻   | 秋月郷土館                 | 1837年（天保8年）  |                                           | 島原凱陣二百年祭の記念事業として秋月藩10代藩主・黒田長元の命により、軍学者の指導のもと制作された。本図は「戦闘図」で左隻にあたり、対になる右隻の「出陣図」は木付要人筆。 |
| 十二ヶ月風俗図絵巻     | 紙本著色     | 1巻        | 九州歴史資料館             | 1837年（天保8年）  | 款記「七十翁 秋圃寫」                     | 麗水舎金生歌 |
| 仙厓和尚縄床図         | 紙本淡彩     | 1幅        | 聖福寺                     | 1839年（天保10年） |                                           | 福岡県指定文化財。藤原義美賛。 |
| 博多太宰府図屏風       | 紙本著色     | 六曲一双   | 個人（九州歴史資料館寄託） | 1840年（天11年）   | 款記「七十三翁秋圃寫」/「秋圃」朱文長方印 | |
| 熊谷直実と平敦盛図絵馬 | 板地著色     | 1面        | 筑紫野市歴史博物館         | 1840年（天保11年） |                                           | |
| 四季農耕図屏風         | 紙本著色     | 六曲一双   | 葦書房                     | 1840年（天保11年） |                                           | 国立歴史民俗博物館に複製が展示 |
| 仙厓和尚像             | 絹本著色     | 1幅        | 聖福寺                     | 1841年（天保12年） |                                           | 特裔祖檀賛 |
| 鹿図屏風               |              | 六曲一双   | 有田町歴史民俗資料館       | 1850年（嘉永3年）  | 款記「行年八十二歳土筆翁秋圃」            | |
| 四季耕作図屏風         |              | 六曲一双   | 有田町歴史民俗資料館東館   | 1851年（嘉永4年）  | 款記「八十三齢土筆翁秋圃」                | |
| 張良・黄石公図絵馬     | 板地著色     | 1面        | 現人神社                   | 1851年（嘉永4年）  |                                           | |
| 仁田四郎猪退治図絵馬   | 板地著色     | 1面        | 金刀比羅宮                 | 1855年（安政2年）  |                                           | |
| 五百羅漢図             | 紙本墨画淡彩 | 49幅       | 興徳寺（福岡市西区姪浜）   |                    |                                           | 興徳寺には他にも障壁画を全て描いた2室や、同時の和尚を描いた頂相がある。                                                                                                  |
| 涅槃図                 | 紙本墨画淡彩 | 1幅        | 出光美術館                 |                    | 無款                                      | 仙厓・二川相近・斎藤愚連堂賛。仙厓を釈迦に見立てた変り涅槃図 |
| 仙厓和尚涅槃図         | 紙本淡彩     | 1幅        | 聖福寺                     |                    | 無款                                      | 仙厓・二川相近・斎藤愚連堂賛。上記の出光本とほぼ同じ図様。 |